# Asperdaphne bitorquata
Asperdaphne bitorquata is een slakkensoort uit de familie van de Raphitomidae. De wetenschappelijke naam van de soort is voor het eerst geldig gepubliceerd in 1896 door Sowerby III.